# Sportvereniging Nationaal Leger
Pour les articles homonymes, voir SNL.
Maillots
Actualités
Le Sportvereniging Nationaal Leger, plus connu sous le nom de SNL, est un club de football surinamien basé à Paramaribo, la capitale du pays. C'est le club représentant l'armée surinamienne.

## Histoire
Fondé le 5 janvier 1926 à Paramaribo sous le nom de MVV (Militaire Voetbal Vereniging, Association sportive militaire en français), le club compte à son palmarès trois championnats. Il joue ses rencontres à domicile au Dr. Ir. Franklin Essed Stadion.
Il change de nom en 1982 pour devenir le Sportvereniging Nationaal Leger (Association sportive de l'Armée nationale). C'est sous ce nom qu'il remporte son troisième titre de champion, en 1999.
Le club n'a jamais réussi à briller en compétitions internationales. Il compte une seule participation à la CFU Club Championship en 2001, où il atteint la phase de poules sans parvenir à se qualifier pour la Coupe des champions de la CONCACAF.

## Palmarès
- Championnat du Suriname (3) : 
  - Vainqueur en 1948, 1949 et 1999